# Abri Pataud
Koordinaten: 44° 56′ 17,7″ N, 1° 0′ 42,5″ O

Abri Pataud

Der Abri Pataud ist eine jungpaläolithische Fundstätte des französischen Les Eyzies-de-Tayac-Sireuil, Gemeinde Les Eyzies, im Département Dordogne.

## Forschungsgeschichte
Der Abri wurde nach Marcel Pataud, einem ortsansässigen Bauern, benannt, der ihn gegen Ende des 19. Jahrhunderts entdeckte.
Emile Rivière (1835–1922) beschrieb die Fundstelle 1899 erstmals unter dem Namen „La Croze de Tayac“. 1901 und 1906 erfolgten kleinere Grabungen durch Rivière, 1902 auch durch Louis Capitan (1854–1929). 1909 bezeichnete Denis Peyrony (1869–1954), dessen Grabungsbericht 1949 erschien, Fundplatz als „Abri Pataud“.
Die systematische Untersuchung begann 1953 durch Hallam L. Movius (1907–1987). Movius leitete von 1958 bis 1964 sechs Grabungskampagnen, seine Forschungsergebnisse wurden von Harvey M. Bricker veröffentlicht. Es folgten weitere Arbeiten eines Grabungsteams des Muséum national d’histoire naturelle.
Seit 1930 ist der Abri Pataud Monument historique, nochmals bestätigt 1958 für die beiden Abris.

## Geographische Lage

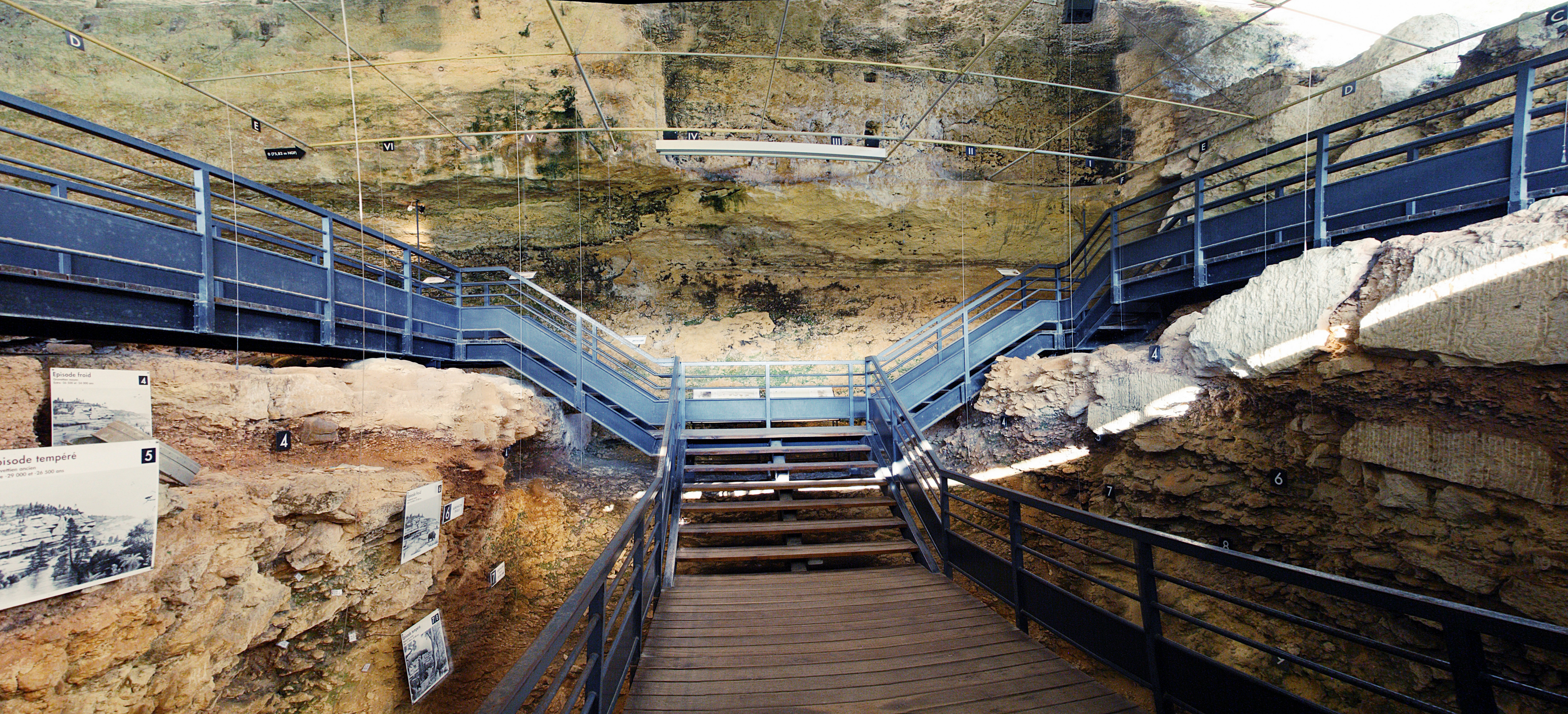
Die Ausgrabungen am Abri Pataud

Der Abri Pataud liegt im Gemeindegebiet von Les Eyzies zwischen dem Ortsteil Tayac und dem Zentrum der Gemeinde, auf der linken Flussseite der Vézère und etwa 250 Meter flussabwärts vom Abri Cro-Magnon. Der Abri besteht eigentlich aus zwei Abschnitten, einem Abri hinter der Scheune des Bauernhofs und einem anschließenden, sehr tiefen Abri, jetzt zu Ehren von Movius als Abri Movius bezeichnet. Letzterer diente dem Hof einst als Weinkeller und beherbergt jetzt ein kleines Museum, das auf Initiative von Henri de Lumley 1990 eröffnet wurde. Der Abri Hallam war noch im Mittelalter bewohnt und wurde dann im 18. Jahrhundert mit einer Mauer versehen, auf dem Türsturz ist das Jahr 1734 eingraviert.
Unterhalb des Abri Pataud befindet sich der Abri Vignaud.

## Stratigraphie
Der erste Abri war mit einer 9,25 Meter mächtigen Sedimentfolge verfüllt, in der Hallam 14 Lagen mit menschlichen  Besiedlungsspuren unterscheiden konnte. Darunter befanden sich neun Schichten aus dem Aurignacien, vier sehr reichhaltige Schichten an Gravettien beziehungsweise Périgordien (Périgordien IV bis VII), sowie eine abschließende Schicht aus dem Unteren Solutréen mit Lorbeerblattspitzen.
- 1. Protomagdalénien, Level 2

Kurze Belegung im Winter. Es gibt keine Feuerstellen. Neben Werkzeugmustern Reste von Tieren und den Skeletten von sechs Menschen, darunter ein gut erhaltener Schädel einer jungen Frau.
18.000 Objekte aus Stein und organischem Material, darunter sind 1.150 retuschierte Steinwerkzeuge. Stichel, auch Mehrschlagstichel dominieren, Kratzer und Schaber sind sehr selten. Bei Rückenmessern  gibt es eine spezielle Technik. Es gibt verschiedene Arten von Geschossspitzen aus Knochen. Insgesamt besteht große Ähnlichkeit mit den Industrien von Laugerie-Haute.
- 2. Périgordien VI, Level 3:

In diesem Zeitabschnitt gab es mindestens sechs Belegungen. Das meiste Material stammt aus Linse 2. Es gibt über 2.000 Steinartefakte, wovon etwa 1.300 Geräte beschrieben wurden. Stichel und teilweise endretuschierte Stichel sind vorherrschend (31 %), gefolgt von Schabern (14 %). Rückenwerkzeuge und Gravettespitzen sind sehr zahlreich. Außerdem gibt es charakteristische Steinwerkzeuge, wie Kratzer aus amorphen Abschlägen, einige Rückenmesserchen in Gemeinschaft mit vielen Gravettespitzen, endretuschierte Bohrer und eine Serie unterschiedlicher Geschossspitzen.
Ähnlichkeit besteht mit dem Material des Périgordien VI von Laugerie-Haute, nicht aber mit dem Noaillien von Pataud 4, abgesehen von der Vorherrschaft der endretuschierten Stichel und Häufigkeit von Knochenwerkzeugen. Gleichartigkeit mit Stücken des Pataud 5: Kontinuität der Entwicklung der Technologie zwischen dem späten Mittelpérigordien (klassisches Gravettien) und dem Périgordien VI. Es gab sechs Feuerstellen, die in einer Reihe parallel zur Felswand lagen.
- 3. Noaillien (Périgordien Vc), Level 4:

Unterteilt in Linse 4a, obere, mittlere und untere Linse.
Funde in Linse 4a, durch einen Felsblock von den anderen abgeteilt, nicht zuzuordnen. Obere und mittlere Linse: Material aus dem Noaillien supérieur, untere Linse: Noaillien inférieur. Insgesamt gibt es 11.000 Steinartefakte, davon sind 5.200 Werkzeuge.
Stichel (vor allem Noailles-Stichel) sind hier viel zahlreicher als Kratzer. Im Noaillien supérieur gibt es Raysse-Stichel, endretuschierte Stichel und endretuschierte Stichelspitzen, während Rückenwerkzeuge extrem selten sind. Im Noaillien inférieur sind Noailles-Spitzen und flächenretuschierte Stichel häufig, außerdem gibt es spitzbogige Kratzer und solche mit Rückenkante. Unter den vielen Knochenwerkzeugen sind diverse kleine Geschossspitzen, darunter Geschossspitzen vom Typ Isturitz.
Das Noaillien von Pataud zeigt bei Menge und Qualität der Werkzeuge in Level 3 und 5 deutliche Unterschiede zum Périgordien.
In der oberen Linse wurden zwei menschliche Zähne und ein menschliches Femurfragment gefunden.
- 4. Mittleres Périgordien, Level 5:

5.600 retuschierte Werkzeuge: Stichel und Kratzer sind gleich häufig, Gravettespitzen sehr zahlreich (20–30 %), viele Fléchettes, Knochenindustrie sehr selten, keine Geschossspitzen. Ähnlichkeit mit La Gravette im Niveau des klassischen Gravettien. Es gab 11 Feuerstellen, außerdem wurden zwei menschliche Milchzähne gefunden.
- 5. Aurignacien, Level 6–14:

Vier Phasen des Aurignacien: Level 6: Postaurignacien II; Level 7, 8: Aurignacien II; Level 11, 12: Aurignacien I; Level 13, 14: Protoaurignacien I.
Tendenz: Abkehr von Knochenspitzen mit gespaltener Basis, Zunahme der Stichel, Verminderung der Randretuschen und der großen Klingen.
Die archäologisch relevante Abfolge überdeckt in etwa den Zeitraum 33.000 bis 20.000 BP.
Der zweite, tiefe Abri enthält im Wesentlichen Lagen aus dem Gravettien und dem Solutréen.

## Funde
Neben den für die einzelnen Kulturstufen typischen Steinartefakten fanden sich folgende bemerkenswerte Kunstgegenstände:
- Silhouette einer Frau, graviert in einen Felsblock aus dem Périgordien VI (erster Abri).
- Sehr naturgetreue Reliefdarstellung eines Steinbocks (Capra ibex), der im Dach des zweiten Abris zu sehen ist. Die Darstellung konnte dem Solutréen zugeordnet werden. Sie wurde erst 1986 bemerkt.

Im hinteren Abschnitt des ersten Abris wurden außerdem Schädel und Skelett einer 16-jährigen Frau  mit ihrem Neugeborenen entdeckt. Die Frau war 1,60 Meter groß und neben ihr lag eine Halskette mit Perlen und durchbohrten Zähnen. Sie wurde Madame Pataud getauft und der Bildhauer E. Granqvist schuf von ihr für das Museum eine Plastik. Der Skelettfund stammt aus dem Périgordien VII (sogenanntes Protomagdalénien).
Interessant ist der Fund eines Faustkeils, der vor über 100.000 Jahren BP von Neandertalern während des Moustériens hergestellt worden war und dann zu Beginn des Magdaléniens von Cro-Magnon-Menschen wiederbenutzt wurde.
Die wichtigsten Funde werden heute in einem kleinen Museum unmittelbar neben dem Fundplatz präsentiert, das am 31. März 1990 eingeweiht wurde. Das Museum ist ein Ableger des Muséum national d’histoire naturelle.

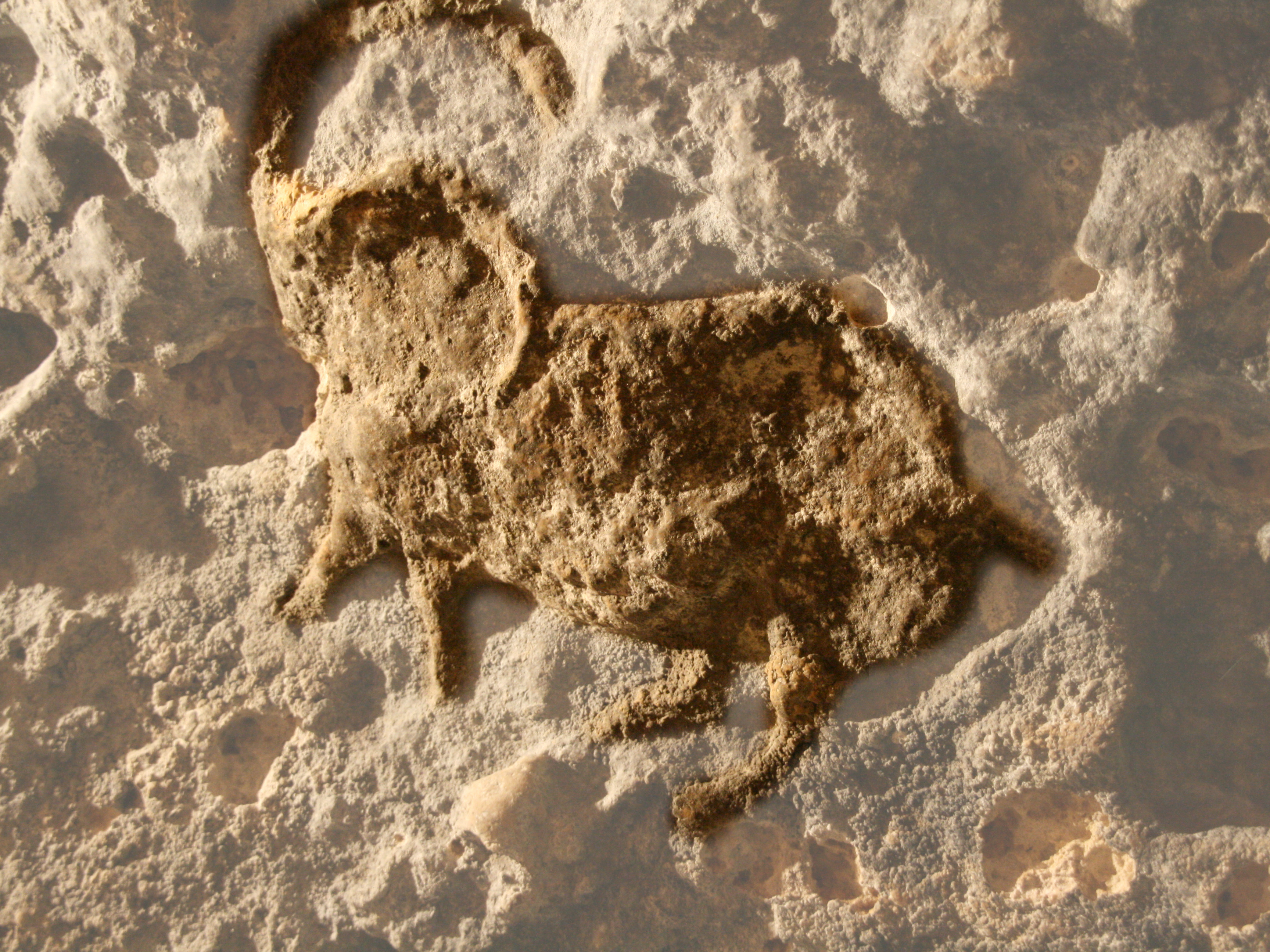
Steinbock aus dem Abri Movius
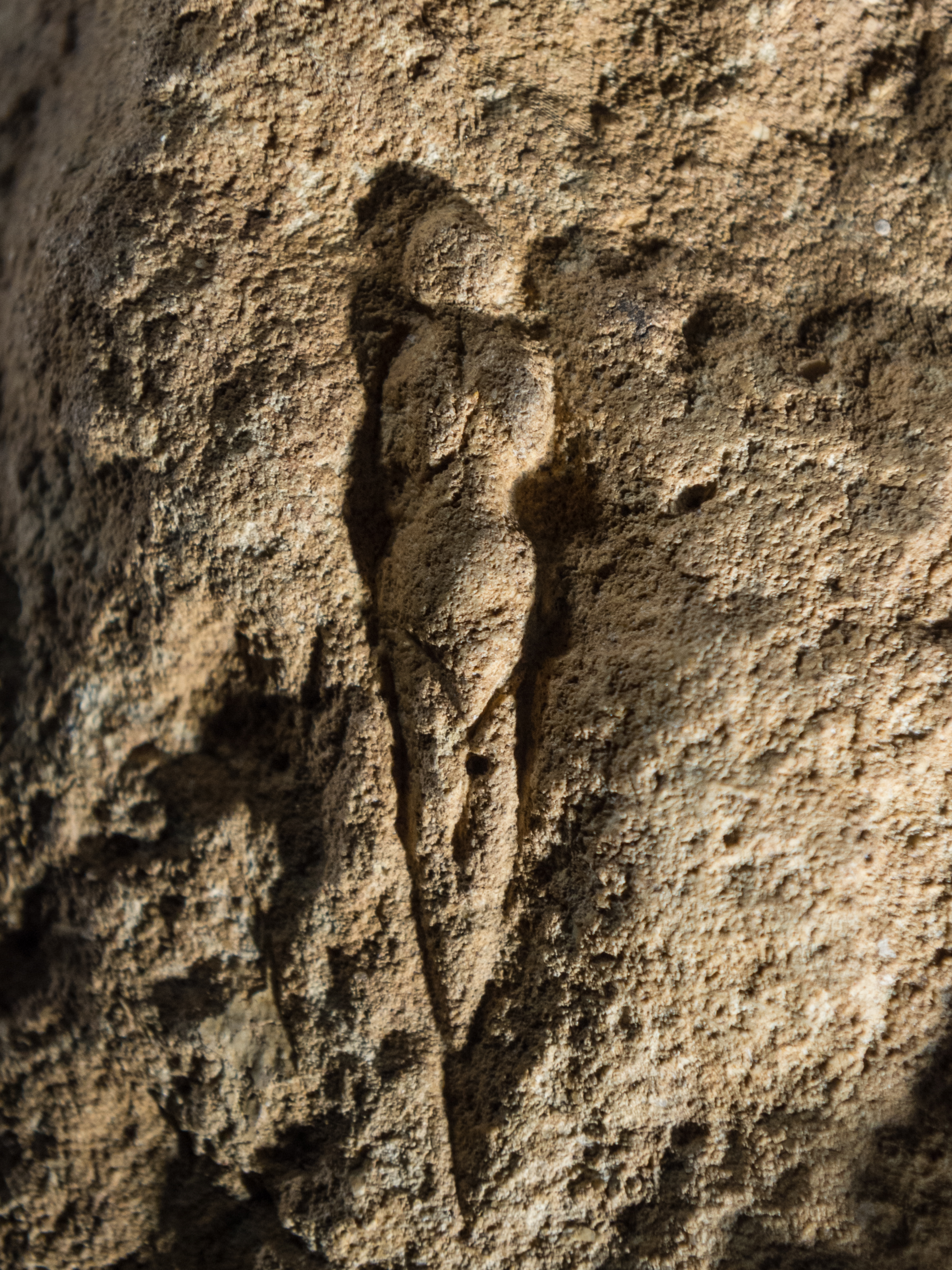
Venusfigur im Halbrelief
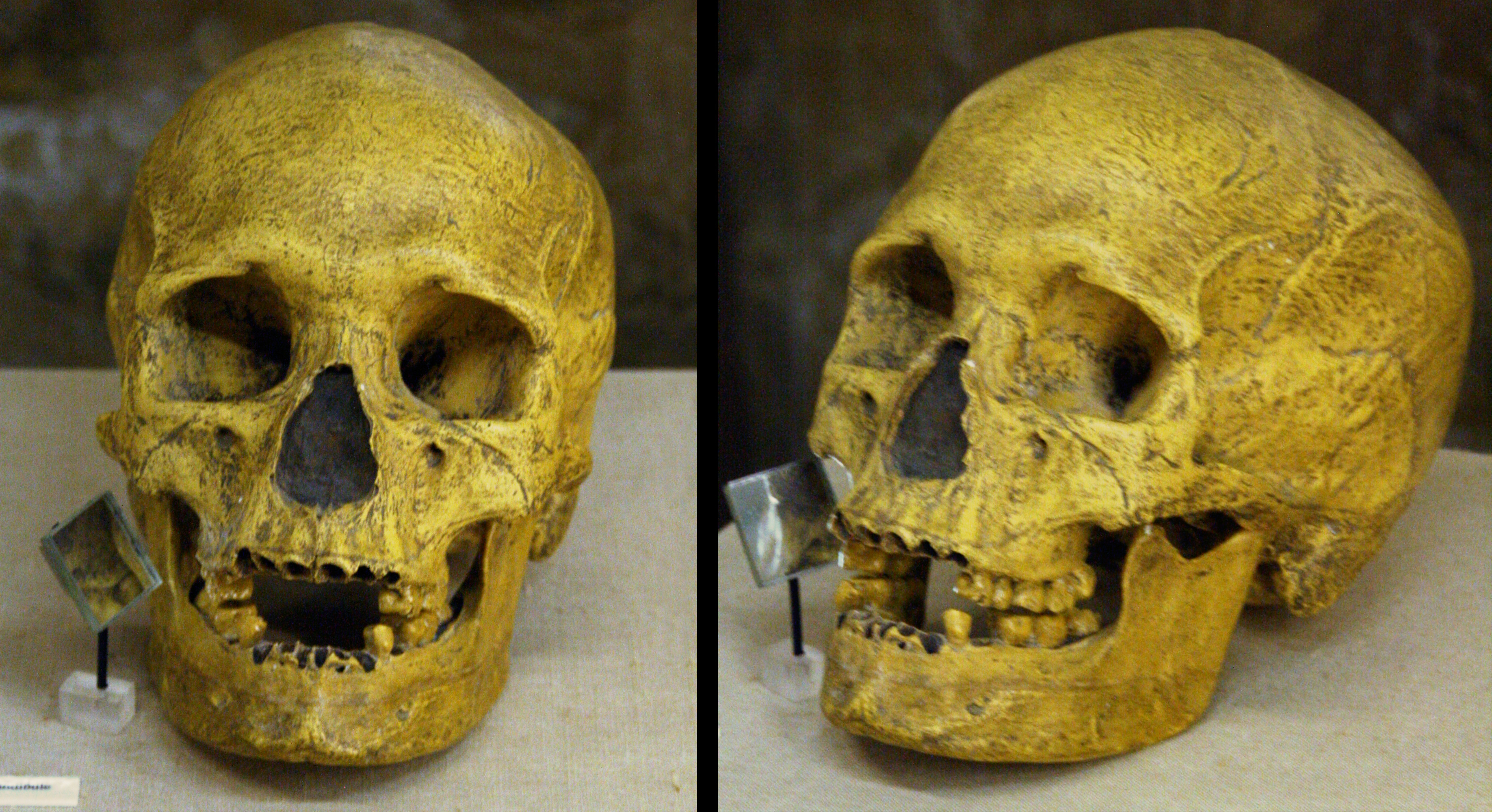
Schädel der jungen Frau des Périgordien VII
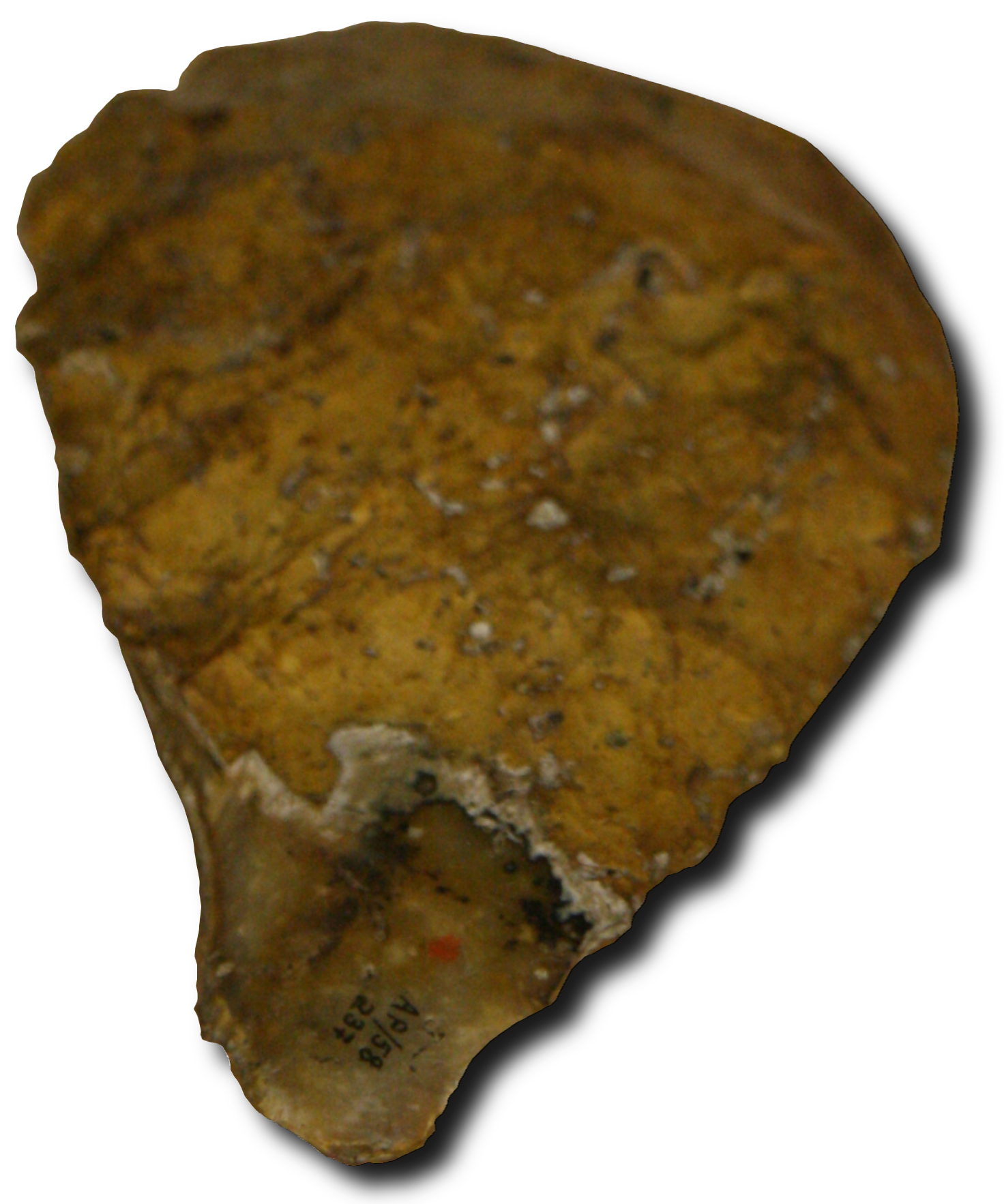
Wiederbenutzter Faustkeil der Neandertaler